# 班·帕克
班傑明·帕克（英語：Benjamin Parker），通常被稱為班叔（Uncle Ben），是漫威漫畫中的虛構角色，由作家史丹·李和藝術家史蒂夫·迪特科創作。班叔首次於《神奇幻想》#15中登場。

## 人物
班傑明·“班”·帕克（Benjamin "Ben" Parker）出生於美國紐約市布魯克林區。他曾經在美軍服役並被訓練成一名憲兵，同時兼任一隊樂隊的歌手。在高中時期認識了梅·萊利，後來兩人結婚。
在班的弟弟理查德·帕克和他的妻子瑪麗在一次飛機失事中喪生後，班和梅把他們的兒子彼得·帕克當作自己的兒子般撫養。
彼得在高中時被一隻放射性蜘蛛咬傷後獲得了蜘蛛般的超能力，並利用這種能力參加了一場摔角比賽。在那裡彼得發現了一個竊賊被保全追趕。保全要求彼得幫忙阻止竊賊，但彼得卻以抓捕罪犯不是他的工作為由讓他逃走了。當彼得回到家時，一名警察告訴他，班叔被一名竊賊殺死了。憤怒的彼得於是穿上了蜘蛛人的服裝並順利抓住了竊賊，但他發現原來該竊賊就是他放走的那個人。彼得把班叔的死歸咎於自己，決定以超級英雄「蜘蛛人」的身份打擊罪犯，意識到「能力越大，責任越大」這一點，並發誓永遠不會再讓無辜的人受傷。

## 其他媒體

### 電視
- 《蜘蛛人（英语：Spider-Man (1967 TV series)）》
- 《蜘蛛人（英语：Spider-Man (1981 TV series)）》
- 《蜘蛛俠和他的驚奇朋友》：由法蘭克·維爾克配音。
- 《蜘蛛人》：由布萊恩·凱思（英语：Brian Keith）配音。
- 《神奇蜘蛛人》：由愛德華·阿斯納配音。
- 《終極蜘蛛俠》：由葛瑞·葛蘭伯（英语：Greg Grunberg）[1]和克蘭西·布朗[2]配音。
- 《蜘蛛俠》：由派頓·奧斯瓦特（英语：Patton Oswalt）配音[3]。

### 電影

#### 蜘蛛人三部曲
- 《蜘蛛人》、《蜘蛛人2》和《蜘蛛人3》，由克里夫·羅勃遜飾演[4]。

#### 
- 《蜘蛛人：驚奇再起》，由馬田·辛飾演。

#### 漫威電影宇宙
- 《蜘蛛人：返校日》的編劇約翰·戴利確認班叔存在於漫威電影宇宙裡（彼得在電影裡提到梅嬸最近經歷了很多事情，意味著班叔在該宇宙裡已經死亡）。在早期的劇本中，梅嬸提到彼得的衣櫥裡的衣服是班叔的[5]。

#### 索尼影業蜘蛛人宇宙
- 《蜘蛛夫人》，由亞當·史考特飾演。

#### 動畫電影
- 蜘蛛宇宙系列：
  - 《蜘蛛人：新宇宙》（2018）：班叔簡短地說出了他的名言（使用克里夫·羅勃遜在《蜘蛛人》的錄音）。

### 遊戲
- 《蜘蛛人（英语：Spider-Man (2002 video game)）》
- 《蜘蛛俠3》[6]
- 《蜘蛛人：破碎次元（英语：Spider-Man: Shattered Dimensions）》
- 《蜘蛛人：驚奇再起2》
- 《蜘蛛俠》：故事開始前已逝世，可以在地圖左上角的墓地找到班叔的墓。

## 外部連結
- Uncle Ben （页面存档备份，存于） 漫畫書數據庫
- Uncle Ben （页面存档备份，存于） 超級英雄數據庫
- Uncle Ben （页面存档备份，存于） Marvel.com